# Вишнівська сільська територіальна громада
Вишнівська сільська громада — територіальна громада в Україні, у Ковельському районі Волинської області. Адміністративний центр — село Вишнів.
Площа громади — 455,3 км², населення — 7090 мешканців (2018).
Громада утворена 23 грудня 2016 року шляхом об'єднання Вишнівської, Ладинської, Олеської, Радехівської, Римачівської та Штунської сільських рад Любомльського району.
15 вересня 2017 року добровільно приєдналася Машівська сільська рада. 
Відповідно до перспективного плану формування громад Волинської області, передбачено приєднання Хворостівської сільської ради Любомльського району до складу громади.
Утворена згідно розпорядження Кабінету Міністрів України від 12 червня 2020 року № 708-р у складі Вишнівської, Ладинської, Машівської, Олеської, Радехівської, Римачівської, Хворостівської та Штунської сільських рад Любомльського району.
17 липня 2020 року, в результаті адміністративно-територіальної реформи та ліквідації Любомльського району, громада увійла до складу Ковельського району.

## Населені пункти
До складу громади входять 21 село: Бабаці, Бережці, Вижгів, Висоцьк, Вишнів, Глинянка, Замлиння, Коцюри, Ладинь, Машів, Мосир, Олеськ, Приріччя, Пустинка, Радехів, Римачі, Руда, Терехи, Хворостів, Чмикос та Штунь.